# HMS Wilton (M1116)
Pour les autres navires du même nom, voir HMS Wilton.
Le HMS Wilton (pennant number M1116) est un dragueur de mines côtier/chasseur de mines construit pour la Royal Navy.
Il fut le premier navire de guerre au monde à être construit en Plastique à renfort de verre (PRV). Sa conception était basée sur les dragueurs de mines de la classe Ton existante et équipé d'équipements récupérés du HMS Derriton mis au rebut. L'utilisation du PRV a donné au navire une faible signature magnétique contre la menace des mines magnétiques.
À la mise en service, le  Wilton s'est joint au 2e Escadron de contre-mesures des mines basé à Portsmouth. En 1974, il a participé à l'opération Rheostat, la partie de la Royal Navy dans les efforts internationaux pour nettoyer le canal de Suez des mines. En novembre de la même année, le Wilton rejoint le 2e Escadron de contre-mesures des mines, interrompant son service avec cet escadron pour être détaché auprès de STANAVFORCHAN, (Standing Naval Force Channel ou Forces navales permanentes de la Manche) de l'OTAN en 1977 et 1980 .
Le Wilton était officieusement connu sous le nom de HMS Tupperware, HMS Indestructible et The Plastic Duck (canard en plastique) ou Plastic Pig (cochon en plastique).
Il a été retiré du service de la Royal Navy en 1994; il a fini comme magasin de pièces jusqu'à ce qu'il soit vendu en août 2001, lorsqu'il a été aménagée comme nouveaux locaux du Essex Yacht Club à Leigh-on-Sea sur l'estuaire de la Tamise.